# 三角褲

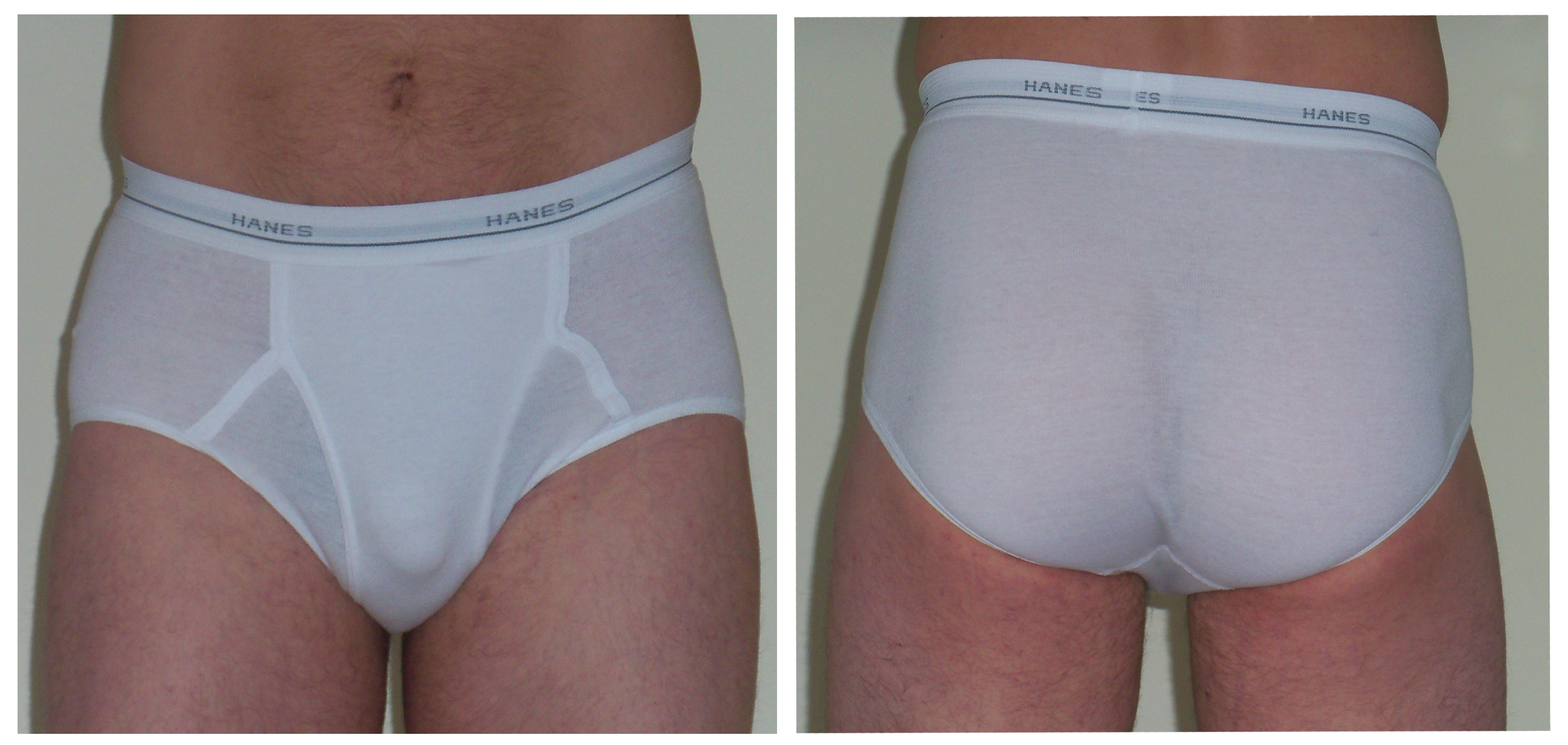
普通男用三角內褲

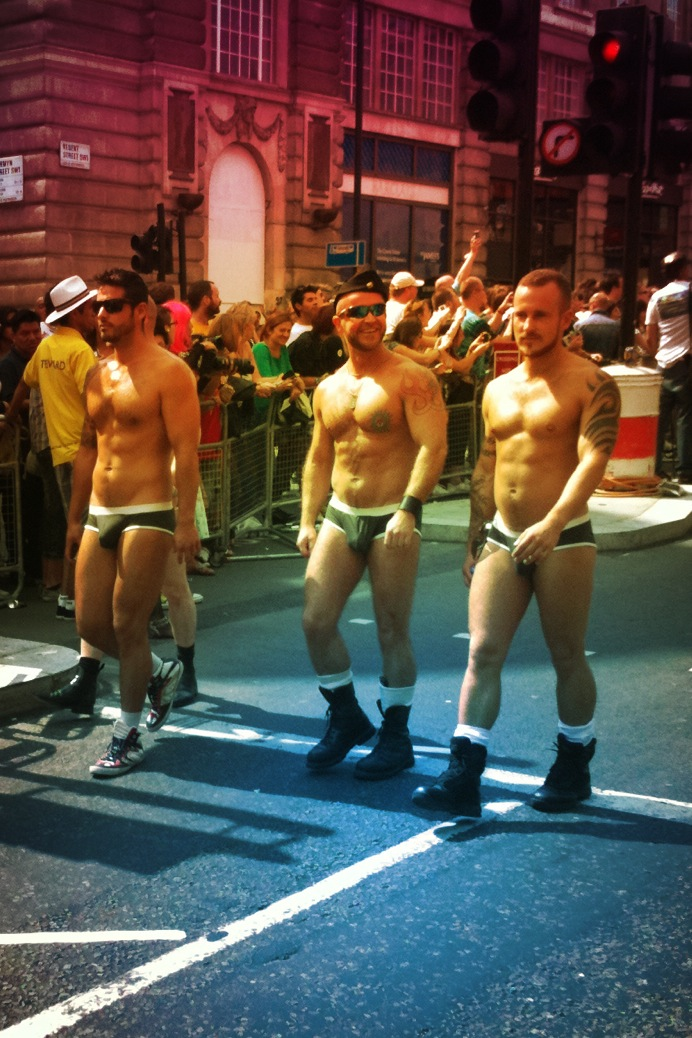
三名穿着三角內裤的男性走在街道上

三角內褲指的是一種利用內衣材質或泳衣材質製作的短而貼身的內褲樣式，這種內褲通常呈現“Y”字型且一般沒有褲腿部分的設計。本則介紹內容以男性的三角褲為主。另外在水上活動若需要劇烈大動作時，三角泳褲則相對適合劇烈的肢體動作（如水球、跳水與游泳），並且可修飾體態之美（如跳水與健美）。

## 簡介
三角內裤首次销售是在1935年1月19日，由伊利诺伊州芝加哥的Cooper公司销售，由于其支撑设计类似于护檔（一种内衣风格，也被称为约克三角裤或支撑三角裤），其次该产品称之为“骑师”，在他们的促销下，3月内共卖出32万条，使得“骑师短裤”和“赛马”成为男士三角裤的代名词。
在英国，三角裤率先于1938年销售，所有商店每周都会卖出3000条，1948年，由于英国奥运代表队的每位队员都免费获得一条三角裤，导致其流行。那里的三角裤不叫“骑士”，而称之为“Y-战线”，灵感来自于内裤前面的Y型接缝，可以允许在排尿的时候通过这条接缝开方便之门。用作口语时甚至还用来形容与一般前裆开口有所不同的风格，实际上不是指三角裤倒字母“Y”的形状。
在澳大利亚，三角裤也叫做“骑士”，但不能将其与运动使用的暴露臀部的弹力护檔（丁字裤）混为一谈。澳大利亚人通常用这个词，形容那些穿没有Y型前开口三角裤比基尼式内衣的男人。
在美国，三角裤俗称“tighty-whiteys”，这个词的确切来源并不清楚，但它经常被消极地使用。近年来，一种称为平角裤的内衣日趋流行，与拳击手装束一样，平角裤的裤腿很短，与三角裤一样，它们是由弹性、舒适的贴身材料组成，平角内裤较短的版本被称为trunks。

## 種類

### 白色三角褲

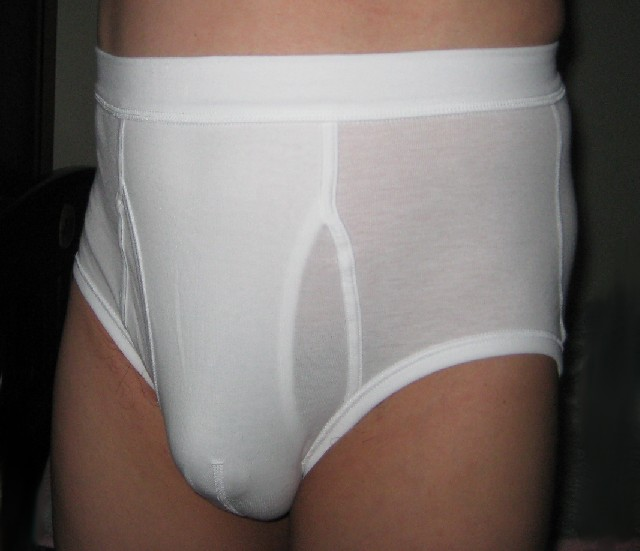
標準的美式白三角內褲

這裡指的是白色的三角內褲，而並非一種商品名。這和家電廠商生產的白色家電多為白色的意思是一樣的，因為白色代表了乾淨和清潔。
但是隨著時代的發展，內褲的款式和顏色也出現了許多的變化。在日本現代社會，由於白色三角內褲大多由母親給自己較幼小的兒子購買，因此白色三角褲在日本社會被賦予了“童貞”和“缺乏成熟性感魅力”的定義。由於目前白色三角褲主要是供小學的男生購買，因此白色三角褲在日本的銷量是呈現逐步下降的趨勢。但相反的，白色三角褲在港澳、東南亞及西方國家深受當地男性的喜愛，為最多人穿著的款式，也視為“性感”、“魅力”、“時尚”的象徵。
在台灣，除了一般的三角內褲，以及一種現今市面上較少見的比基尼三角褲（三角子彈內褲），還有一種傳統三角內褲稱作“小YG內褲”。小YG內褲跟四角褲一樣有排尿開襠褲口方便如廁。台灣三角內褲早期是非常時髦的一款內褲，至今亦有少數客群，在大部分中壯年以上男性當中是熱門款式，也在台灣男性入伍服兵役時被中華民國國防部及國軍作為制式公發內褲。
在香港也非常流行白色三角褲和日本一樣。現了許多的變化。在香港現代社會，由於白色三角褲大多由母親給自己較幼小的兒子購買，因此白色三角褲在香港社會被賦予了“童貞”和“缺乏成熟性感魅力”的定義。由於目前白色三角褲主要是供小學的男生購買，因此白色三角褲在香港的銷量是呈現逐步下降的趨勢。
同時由於男性生殖器官分泌物容易造成白色三角褲前段出現黃色的汙跡，因而也使得白色三角褲的銷量受到影響，所以也開發出來其他顏色的三角褲，例如灰色三角褲。

### 彩色三角褲

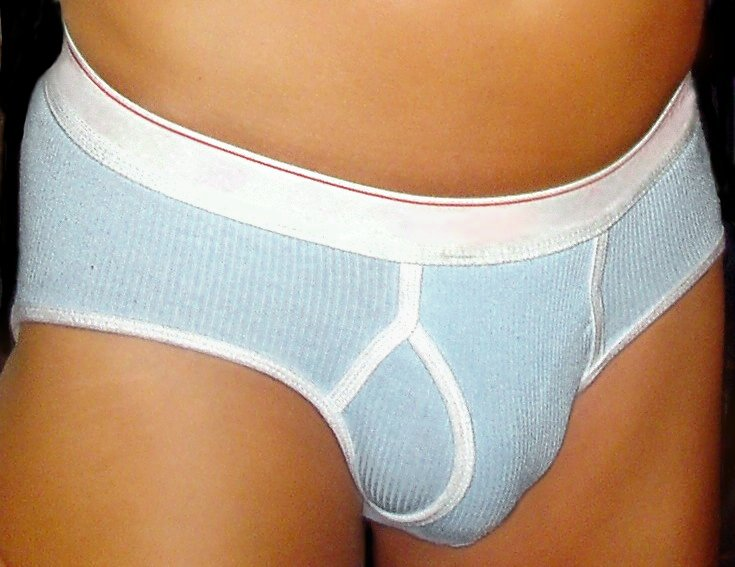
冰藍色三角褲

在第二次世界大戰中，一種橄欖綠色的內褲作為一種提供給前線士兵使用的內褲而被發明出來。後來在一些內衣廠商的商業促銷下，這種內褲被視為一種時尚而衝擊著傳統的白色三角內褲市場。
很快，綠色、藍色和灰色的三角內褲開始出現，它們的優勢在於耐髒。但此時，彩色三角內褲尚未對白色三角內褲構成市場威脅。二十世紀70年代之後，隨著比基尼泳衣的出現，內褲的顏色越來越大膽，甚至出現了紅色和粉紅色。這些顏色大膽的內褲對年輕人構成了極大的吸引力，並導致最後白色三角內褲的市場僅限於兒童內衣市場。近期在台灣三角褲及傳統三角褲則有回歸潮流的趨勢，許多年輕男性開始嘗試穿著三角褲。
但是與白色三角褲相比，彩色三角褲在洗滌時存在掉色的問題。

### 比基尼三角內褲
一種傳統三角內褲的變型，用的布料更少且相當貼身。無前方開口，但為方便穿著者排尿，多設計為超低腰、窄腰邊、褲管邊細。由於販售時廠商多將產品置於子彈外型的盒內販售，此種內褲亦稱子彈內褲。

### 三角泳褲

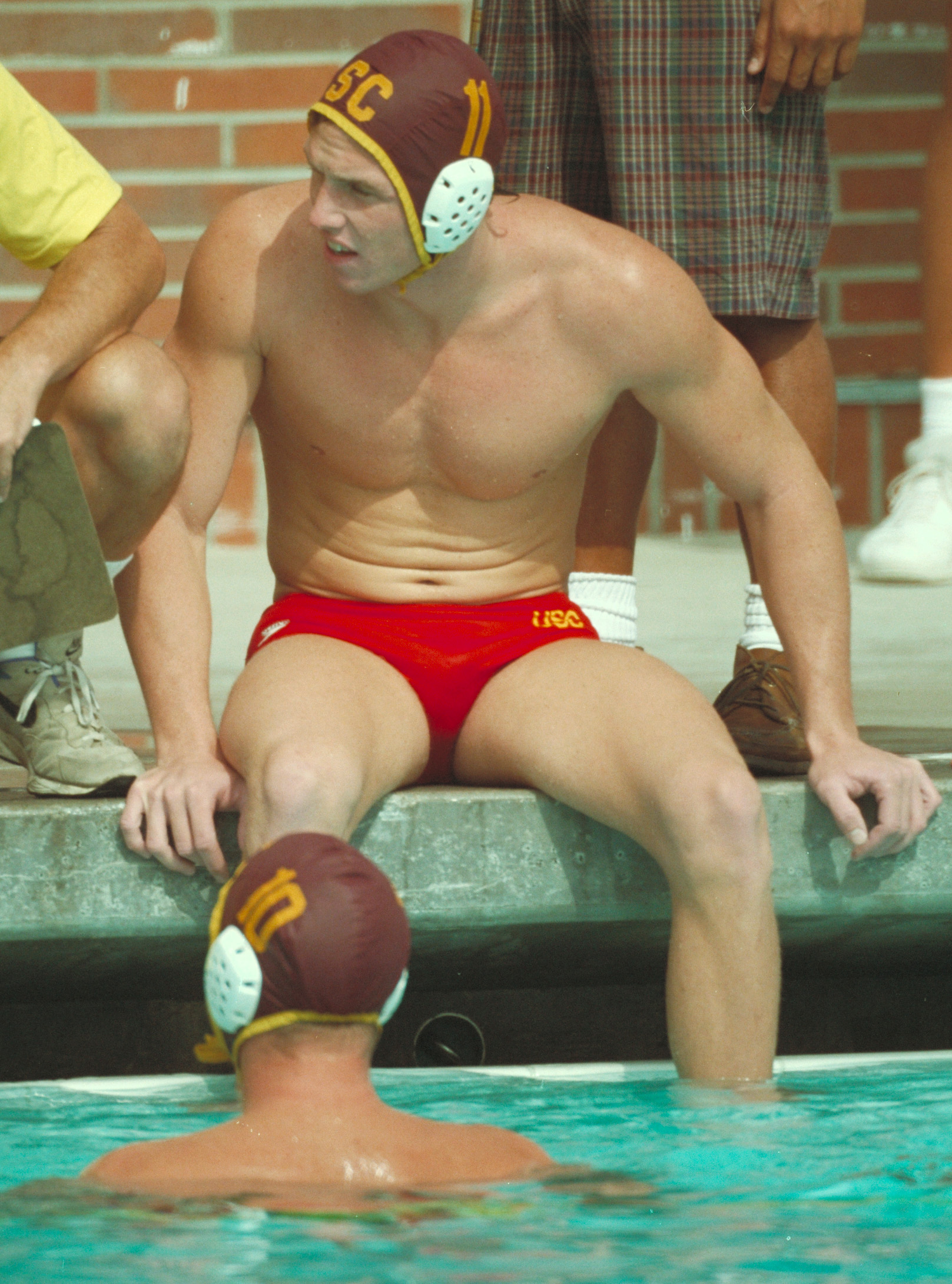
这名水球选手正穿着三角泳裤進行水球比賽。

### 铁质三角裤
在科幻作品中，穿着铠甲者、巨型机器人皆会在身体的下半身外部穿着铁质三角裤。颜色主要有灰色、白色及混搭色等。是机器人身体及铠甲的一部分。

## 優缺點與影響
三角內褲曾在許多國家地區是非常流行與時尚的內褲款式，後期因各種原因導致絕大部分男性選擇穿四角褲致三角褲穿著人數降低，不過亦還是有一定的少數客群選擇三角當作內褲。
三角內褲在炎熱夏季、沙漠、熱帶、亞熱帶或赤道地區非常適合穿著。在運動、健身、重訓、打球、游泳、騎車、爬山、健行等等活動也適合穿著以方便活動及舒適感。三角褲可支撐固定男性生殖器官不會造成晃動，適合運動員、救生員、運動教練、體育教練、醫護人員、急救人員、EMT、銀行員、士兵、軍人、船員、海員、空服員、業務、櫃台、警察人員、消防人員、體育課學生、體育學系學生、計程車司機、公車司機、工廠作業員及工人勞工等勞動作業人員穿著，適合服務業、製造業、傳產從業者，可說幾乎各行各業皆適合穿。三角褲凸顯身體線條較為性感，生殖器官看起來更加大包。
三角褲在港澳、西方國家及東南亞國家是當地最多男性穿著的內褲樣式。東亞的日本及南韓男性大部分穿著四角褲，內衣店及網拍平台甚至沒販售三角褲。中國男性亦是穿著四角褲多於三角褲。而在台灣，三角褲也曾是台灣男性很流行之內褲，後來四角褲漸漸流行，越來越多人選擇穿著四角褲而捨棄三角。另一種原因是，七、八年級之男性於學生時期曾因穿三角褲被同儕朋友脫褲覺得丟臉羞愧，進而導致現今大部分台灣男性甚至女性認為穿三角很土、老古板、很醜...等等，造成現今台灣人穿著四角比三角多的現象，不過亦是有少數客群穿著三角。